# Paul Goldsmith
Paul Goldsmith (Parkersburg, 2 de outubro de 1925 – Munster, 6 de setembro de 2024) foi um automobilista norte-americano que esteve em sete (seis) 500 Milhas de Indianápolis, (três quando a prova fazia parte do calendário da Fórmula 1 de 1950 até 1960): 1958, 1959, 1960, 1961, 1962, 1963 e 1965 (não se qualificou). Seu melhor resultado em 500 Milhas de Indianápolis foi o 3º lugar em 1960.
Paul Goldsmith foi introduzido no  Motorcycle Hall of Fame no ano de 1999.